# Mount Lebanon (Luisiana)
Mount Lebanon es un pueblo ubicado en la parroquia de Bienville en el estado estadounidense de Luisiana. En el Censo de 2010 tenía una población de 83 habitantes y una densidad poblacional de 7,95 personas por km².

## Geografía
Mount Lebanon se encuentra ubicado en las coordenadas 32°30′19″N 93°3′00″O / 32.50528, -93.05000. Según la Oficina del Censo de los Estados Unidos, Mount Lebanon tiene una superficie total de 10.44 km², de la cual 10.44 km² corresponden a tierra firme y (0%) 0 km² es agua.

## Demografía
Según el censo de 2010, había 83 personas residiendo en Mount Lebanon. La densidad de población era de 7,95 hab./km². De los 83 habitantes, Mount Lebanon estaba compuesto por el 83.13% blancos, el 13.25% eran afroamericanos, el 0% eran amerindios, el 0% eran asiáticos, el 0% eran isleños del Pacífico, el 0% eran de otras razas y el 3.61% pertenecían a dos o más razas. Del total de la población el 0% eran hispanos o latinos de cualquier raza.